# Petiville (Sena Marítim)
Petiville és un municipi francès situat al departament del Sena Marítim i a la regió de Normandia. L'any 2007 tenia 1.040 habitants.

## Demografia

### Població
El 2007 la població de fet de Petiville era de 1.040 persones. Hi havia 373 famílies de les quals 60 eren unipersonals (28 homes vivint sols i 32 dones vivint soles), 131 parelles sense fills, 174 parelles amb fills i 8 famílies monoparentals amb fills.
La població ha evolucionat segons el següent gràfic:
Habitants censats

### Habitatges
El 2007 hi havia 398 habitatges, 381 eren l'habitatge principal de la família, 2 eren segones residències i 14 estaven desocupats. 390 eren cases i 7 eren apartaments. Dels 381 habitatges principals, 348 estaven ocupats pels seus propietaris i 34 estaven llogats i ocupats pels llogaters; 10 tenien dues cambres, 48 en tenien tres, 94 en tenien quatre i 230 en tenien cinc o més. 319 habitatges disposaven pel capbaix d'una plaça de pàrquing. A 146 habitatges hi havia un automòbil i a 219 n'hi havia dos o més.

### Piràmide de població
La piràmide de població per edats i sexe el 2009 era:
| Homes | Edats   | Dones |
| ----- | ------- | ----- |
| 0     | 95 o +  | 0     |
| 4     | 90 a 94 | 8     |
| 4     | 85 a 89 | 0     |
| 4     | 80 a 84 | 8     |
| 24    | 75 a 79 | 8     |
| 8     | 70 a 74 | 12    |
| 32    | 65 a 69 | 28    |
| 16    | 60 a 64 | 12    |
| 44    | 55 a 59 | 28    |
| 36    | 50 a 54 | 28    |
| 24    | 45 a 49 | 48    |
| 60    | 40 a 44 | 44    |
| 40    | 35 a 39 | 52    |
| 48    | 30 a 34 | 40    |
| 32    | 25 a 29 | 16    |
| 12    | 20 a 24 | 4     |
| 48    | 15 a 19 | 32    |
| 60    | 10 a 14 | 32    |
| 28    | 5 a 9   | 40    |
| 28    | 0 a 4   | 32    |

## Economia
El 2007 la població en edat de treballar era de 682 persones, 517 eren actives i 165 eren inactives. De les 517 persones actives 490 estaven ocupades (280 homes i 210 dones) i 27 estaven aturades (7 homes i 20 dones). De les 165 persones inactives 40 estaven jubilades, 62 estaven estudiant i 63 estaven classificades com a «altres inactius».

### Ingressos
El 2009 a Petiville hi havia 385 unitats fiscals que integraven 1.067 persones, la mediana anual d'ingressos fiscals per persona era de 20.140 €.

### Activitats econòmiques
Dels 24 establiments que hi havia el 2007, 1 era d'una empresa extractiva, 6 d'empreses de fabricació d'altres productes industrials, 5 d'empreses de construcció, 4 d'empreses de comerç i reparació d'automòbils, 3 d'empreses de transport, 3 d'empreses d'hostatgeria i restauració i 2 d'empreses de serveis.
Dels 7 establiments de servei als particulars que hi havia el 2009, 2 eren paletes, 1 guixaire pintor, 2 lampisteries i 2 restaurants.
L'any 2000 a Petiville hi havia 11 explotacions agrícoles.

## Equipaments sanitaris i escolars
El 2009 hi havia una escola elemental.

## Poblacions més properes
El següent diagrama mostra les poblacions més properes.